# تپه دونه
تپه دونه مربوط به دوران پیش از تاریخ ایران باستان تا دوران‌های تاریخی پس از اسلام است و در شهرستان آبیک، روستای رشتقون واقع شده و این اثر در تاریخ ۱۴ مرداد ۱۳۸۲ با شمارهٔ ثبت ۹۴۸۰ به‌عنوان یکی از آثار ملی ایران به ثبت رسیده است.